# Alessandro Conti
Alessandro Conti (Sassuolo, 8 de agosto de 1980) es un cantante italiano de power metal.
Experto tatuador y diseñador, ha hecho la mayoría de portadas oficiales de la banda Trick or Treat y de otros grupos de power metal italianos.

## Biografía
Después de una brillante carrera como voz y líder del grupo de metal italiano Trick or Treat que comenzó en 2002, Conti se unió en 2011 a Luca Turilli's Rhapsody, proyecto musical del ex guitarrista de Rhapsody of Fire Luca Turilli, aunque no abandonó el primer grupo sino que prestó su voz a ambos. El 30 de marzo de 2012 se reveló que Conti es el cantante de Rhapsody de Luca Turilli, hecho que se mantuvo oculto durante los primeros meses de vida de la banda a instancias del propio Turilli.  Durante su carrera, Conti también formó parte de los grupos italianos de metal progresivo Empty Tremor  y Opera.  Conti también fue elegido mejor cantante de 2012 por los lectores de Rock Hard Italia. En 2018 creó el álbum Lione/Conti con el ex cantante de Rhapsody of Fire, Fabio Lione.
El 14 de octubre de 2018 se hizo oficial su ingreso a la banda sueca Twilight Force como nuevo cantante de la banda.

## Discografía

### Con Trick or Treat
- 2003 - Italian Halloweeen Tribute (Álbum en vivo)
- 2005 - Like Donald Duck (Demo)
- 2006 - Evil Needs Candy Too
- 2009 - Paper Dragon (Sencillo)
- 2009 - Tin Soldiers
- 2009 - Evil Needs Christmas Too (Sencillo)
- 2010 - David Gnomo (Sencillo)
- 2011 - Heavy Metal Bunga Bunga (Sencillo)
- 2012 - False Paradise (Sencillo)
- 2012 - Rabbits' Hill pt. 1
- 2014 - Let It Go (Sencillo)
- 2016 - Rabbits' Hill pt. 2
- 2017 - Pegasus Fantasy (Sencillo)
- 2018 - Re-Animated
- 2018 - Evil Needs Christmas Too (Sencillo)
- 2019 - Aries: Stardust Revolution (Sencillo)
- 2019 - Taurus: Great Horn (Sencillo)
- 2019 - Gemini: Another Dimension (Sencillo)
- 2019 - Cancer: Underworld Wave (Sencillo)
- 2019 - Leo: Lightning Plasma (Sencillo)
- 2019 - Virgo: Tenbu Horin (Sencillo)
- 2019 - Libra: One Hundred Dragons Force (Sencillo)
- 2019 - Scorpio: Scarlet Needle (Sencillo)
- 2019 - Sagittarius: Golden Arrow (Sencillo)
- 2019 - Capricorn: Excalibur (Sencillo)
- 2020 - Aquarius: Diamond Dust (Sencillo)
- 2020 - Pisces: Bloody Rose (Sencillo)
- 2020 - The Legend Of The XII Saints
- 2021 - The Unlocked Songs
- 2022 - Creepy Symphony (Sencillo)
- 2022 - Escape From Reality (Sencillo)
- 2022 - Creepy Symphonies
- 2022 - Crazy (Sencillo)
- 2023 - A Creepy Night Live (Álbum en vivo)
- 2023 - When the Nights Fade Out (Santa's in Trouble) (Sencillo)

### Con Luca Turilli's Rhapsody
- 2012 - Dark Fate of Atlantis (Sencillo)
- 2012 - Ascending to Infinity
- 2015 - Rosenkreuz (The Rose and the Cross) (Sencillo)
- 2015 - Prometheus (Sencillo)
- 2015 - Prometheus - Symphonia Ignis Divinus
- 2015 - Il cigno nero (Reloaded) (Sencillo)
- 2016 - Prometheus the dolby atmos experience + Cinematic And Live (Compilaciones)

### Con Lione/Conti
- 2018 - Lione/Conti

### Con Twilight Force
- 2019 - Night of Winterlight (Sencillo)
- 2019 - Dawn of the Dragonstar (Sencillo)
- 2019 - Dawn of the Dragonstar
- 2022 - Twilight Force (Sencillo)
- 2022 - Sunlight Knight (Sencillo)
- 2023 - At The Heart Of Wintervale
- 2023 - Skyknights of Aldaria (Sencillo)
- 2023 - The Sapphire Dragon of Arcane Might is Back Again (Sencillo)
- 2024 - Battle of Arcane Might (2024) (Sencillo)